# Balassa Miklós
Balassa Miklós (Nagykanizsa, 1892. szeptember 11. – Pécs, 1966. március 13.) magyar ügyvéd, politikus, 1944-től 1945-ig az Ideiglenes Nemzetgyűlés tagja.

## Élete
Értelmiségi családban született, Balassa Miklós posta-főigazgató és Mladjenovics Ilona fiaként. Középiskolai tanulmányait szülővárosában és a pécsi ciszterci gimnáziumban végezte, majd az Egri Érseki Jogakadémia hallgatója lett.
Az első világháborúban 1914 és 1918 között a keleti fronton szolgált tartalékos főhadnagyként, közben a Dunántúl, a Pesti Hírlap és a Zalai Közlöny harctéri tudósítójaként dolgozott. Leszerelése után a pécsi Erzsébet Tudományegyetemen jogi doktorátust szerzett, majd 1920-ban egységes ügyvédi és bírói vizsgát tett, és Pécsett ügyvédi irodát nyitott.
A Horthy-korszakban Pécs ismert jogásza, a Pécsi Ipartestület ügyésze és a Pécsi Takarékpénztár jogtanácsosa volt. 1929-ben a Rassay-párt képviselőjeként a pécsi törvényhatósági bizottság tagja lett.
1944 októberében ellenzéki magatartása miatt Nagykanizsára internálták, decemberben szabadult. Pécsre visszatérve megalapította a Polgári Demokrata Párt városi szervezetét, melynek 1948-ig elnöke volt. 1944 decemberétől 1945 novemberéig Pécs képviseletében az Ideiglenes Nemzetgyűlés tagja, illetve a Pécsi Nemzeti Bizottság tagja, majd elnöke volt.
1945-ben a Pécsi Ügyvédi Kamara elnöke, 1947-ben a Polgári Demokrata Párt országos alelnöke lett. 1948-ban visszavonult a közélettől és 1965-ös nyugdíjazásáig ügyvédként dolgozott, a pécsi Deák Ferenc Ügyvédi Munkaközösség alapító tagja, szervezője és vezetője volt.
Felesége 1922-től csebi Pogány Erzsébet volt, két gyermekük született. 1966-ban hunyt el Pécsett.